# Amerus lundbladi
Amerus lundbladi är en kvalsterart som beskrevs av Rainer Willmann 1939. Amerus lundbladi ingår i släktet Amerus och familjen Ameridae. Inga underarter finns listade i Catalogue of Life.